# Pattinaggio di velocità ai XXI Giochi olimpici invernali - Inseguimento a squadre maschile
L'inseguimento a squadre maschile di pattinaggio di velocità ai XXI Giochi olimpici invernali si è svolto tra il 26 e il 27 febbraio 2010 al Richmond Olympic Oval. La distanza percorsa è di 3200 metri: ogni squadra è formata da quattro atleti, ma ad ogni turno ne corrono insieme tre; il tempo è dato dall'arrivo del terzo.
Le otto squadre presenti si sono misurate in scontri ad eliminazione diretta; le squadre sconfitte nei quarti di finale accedono, a seconda del tempo, alle finali C e D (valide per i piazzamenti), mentre quelle sconfitte in semifinale si sfidano nella finale B, valida per il bronzo.
La squadra campione in carica era l'Italia.

## Record
Prima di questa competizione, i record erano i seguenti.
| Record mondiale | Paesi Bassi | 3'37"80 | Salt Lake City | 11 marzo 2007    |
| Record olimpico | Italia      | 3'43"64 | Torino 2006    | 15 febbraio 2006 |

In questa gara sono stati stabiliti tre record olimpici:
| Canada      | 3'42"38 | Quarti di finale |
| Canada      | 3'42"22 | Semifinale       |
| Paesi Bassi | 3'39"95 | Finale B         |

## Tabellone
|  | Quarti di finale | Quarti di finale | Quarti di finale |             |             | Semifinali  | Semifinali | Semifinali |  |  | Finale | Finale | Finale |  |
|  |                  |                  |                  |             |             |             |            |            |  |  |        |        |        |  |
|  | Canada           | Canada           | 3'42"38          |             |             |             |            |            |  |  |        |        |        |  |
|  | Canada           | Canada           | 3'42"38          |             |             |             |            |            |  |  |        |        |        |  |
|  | Italia           | Italia           | 3'46"35          |             |             |             |            |            |  |  |        |        |        |  |
|  | Italia           | Italia           | 3'46"35          |             | Canada      | Canada      | 3'42"22    |            |  |  |        |        |        |  |
|  |                  |                  |                  |             | Canada      | Canada      | 3'42"22    |            |  |  |        |        |        |  |
|  |                  |                  | Norvegia         | Norvegia    | 3'43"44     |             |            |            |  |  |        |        |        |  |
|  | Corea del Sud    | Corea del Sud    | Norvegia         | Norvegia    | 3'43"44     | 3'43"69     |            |            |  |  |        |        |        |  |
|  | Corea del Sud    | Corea del Sud    |                  |             |             |             |            |            |  |  |        |        |        |  |
|  | Norvegia         | Norvegia         | 3'43"66          |             |             |             |            |            |  |  |        |        |        |  |
|  | Norvegia         | Norvegia         | 3'43"66          |             | Canada      | Canada      | 3'41"37    |            |  |  |        |        |        |  |
|  |                  |                  |                  |             |             |             |            |            |  |  |        |        |        |  |
|  |                  |                  | Stati Uniti      | Stati Uniti | 3'41"58     |             |            |            |  |  |        |        |        |  |
|  | Giappone         | Giappone         | Stati Uniti      | Stati Uniti | 3'41"58     | 3'48"15     |            |            |  |  |        |        |        |  |
|  | Giappone         | Giappone         |                  |             |             |             |            |            |  |  |        |        |        |  |
|  | Stati Uniti      | Stati Uniti      | 3'44"25          |             |             |             |            |            |  |  |        |        |        |  |
|  | Stati Uniti      | Stati Uniti      | 3'44"25          |             | Stati Uniti | Stati Uniti | 3'42"71    |            |  |  |        |        |        |  |
|  |                  |                  |                  |             | Stati Uniti | Stati Uniti | 3'42"71    |            |  |  |        |        |        |  |
|  |                  |                  | Paesi Bassi      | Paesi Bassi | 3'43"11     |             |            |            |  |  |        |        |        |  |
|  | Paesi Bassi      | Paesi Bassi      | Paesi Bassi      | Paesi Bassi | 3'43"11     | 3'44"25     |            |            |  |  |        |        |        |  |
|  | Paesi Bassi      | Paesi Bassi      |                  |             |             |             |            |            |  |  |        |        |        |  |
|  | Svezia           | Svezia           | 3'46"40          |             |             |             |            |            |  |  |        |        |        |  |

## Dettaglio

### Quarti di finale
| Pos.     | Nazione       | Atleti                                                   | Tempo   | Note           |
| -------- | ------------- | -------------------------------------------------------- | ------- | -------------- |
| Quarto 1 |               |                                                          |         |                |
| 1        | Canada        | Mathieu Giroux Lucas Makowsky Denny Morrison             | 3'42"38 |                |
| 2        | Italia        | Matteo Anesi Enrico Fabris Luca Stefani                  | 3'46"35 | +3"97 finale C |
| Quarto 2 |               |                                                          |         |                |
| 1        | Stati Uniti   | Chad Hedrick Jonathan Kuck Trevor Marsicano              | 3'44"25 |                |
| 2        | Giappone      | Shigeyuki Dejima Hiroki Hirako Teruhiro Sugimori         | 3'48"15 | +3"90 finale D |
| Quarto 3 |               |                                                          |         |                |
| 1        | Norvegia      | Håvard Bøkko Mikael Flygind Larsen Fredrik van der Horst | 3'43"66 |                |
| 2        | Corea del Sud | Ha Hong-Sun Lee Jong-Woo Lee Seung-Hoon                  | 3'43"69 | +0"03 finale C |
| Quarto 4 |               |                                                          |         |                |
| 1        | Paesi Bassi   | Jan Blokhuijsen Sven Kramer Simon Kuipers                | 3'44"25 |                |
| 2        | Svezia        | Joel Eriksson Daniel Friberg Johan Röjler                | 3'46"40 | +2"15 finale D |

### Semifinali
| Pos.         | Nazione     | Atleti                                                 | Tempo   | Distacco |
| ------------ | ----------- | ------------------------------------------------------ | ------- | -------- |
| Semifinale 1 |             |                                                        |         |          |
| 1            | Canada      | Mathieu Giroux Lucas Makowsky Denny Morrison           | 3'42"22 |          |
| 2            | Norvegia    | Håvard Bøkko Henrik Christiansen Fredrik van der Horst | 3'43"44 | +1"22    |
| Semifinale 2 |             |                                                        |         |          |
| 1            | Stati Uniti | Brian Hansen Chad Hedrick Jonathan Kuck                | 3'42"71 |          |
| 2            | Paesi Bassi | Jan Blokhuijsen Sven Kramer Mark Tuitert               | 3'43"11 | +0"40    |

### Finali
| Pos.     | Nazione       | Atleti                                                 | Tempo   | Distacco |
| -------- | ------------- | ------------------------------------------------------ | ------- | -------- |
| Finale A |               |                                                        |         |          |
|          | Canada        | Mathieu Giroux Lucas Makowsky Denny Morrison           | 3'41"37 |          |
|          | Stati Uniti   | Brian Hansen Chad Hedrick Jonathan Kuck                | 3'41"58 | +0"21    |
| Finale B |               |                                                        |         |          |
|          | Paesi Bassi   | Jan Blokhuijsen Sven Kramer Simon Kuipers              | 3'39"95 |          |
| 4        | Norvegia      | Håvard Bøkko Henrik Christiansen Fredrik van der Horst | 3'40"50 | +0"55    |
| Finale C |               |                                                        |         |          |
| 5        | Corea del Sud | Ha Hong-Sun Lee Jong-Woo Lee Seung-Hoon                | 3'48"60 |          |
| 6        | Italia        | Matteo Anesi Enrico Fabris Luca Stefani                | 3'54"39 | +5"79    |
| Finale D |               |                                                        |         |          |
| 7        | Svezia        | Joel Eriksson Daniel Friberg Johan Röjler              | 3'46"18 |          |
| 8        | Giappone      | Shigeyuki Dejima Hiroki Hirako Teruhiro Sugimori       | 3'49"11 | +2"93    |